# Mecynidis scutata
Mecynidis scutata là một loài nhện trong họ Linyphiidae.
Loài này thuộc chi Mecynidis. Mecynidis scutata được miêu tả năm 1986 bởi Rudy Jocqué & Scharff.